# Aerovagon

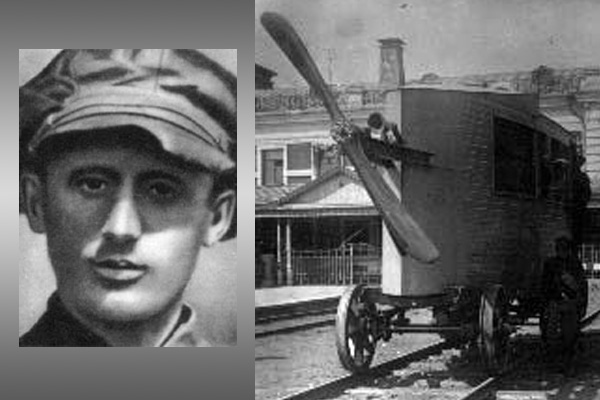
Aerovagon a jeho tvůrce

Aerovagon, Aeromotovagon nebo Aerodrezina byla experimentální konstrukce železničního vozidla v dobách raného komunistického Ruska. Měl být určen pro přepravu sovětských vládních činitelů. Princip stroje pochází z Německa, z roku 1917 a po německé lokomotivě Dringos z roku 1919 je další konstrukcí kolejového vozidla poháněného leteckou vrtulí, tj. kombinuje principy železničního a leteckého inženýrství.

## Historie
Konstrukce ruského konstruktéra – samouka Valeriana Abakovského, pocházejícího z Lotyšska, kombinovala drážní vozidlo, tedy drážní podvozek, na němž byl umístěn letecký motor s dvoulistou tlačnou vrtulí, která udělovala stroji dopředný pohyb, a kabinu pro cestující. Stroj dokázal vyvinout rychlost až 140 km/h, což jej v té době řadilo k vysokorychlostním a měl být určen k provozu na hlavních tratích.
Při zkouškách 24. července 1921 byla provedena jízda z Moskvy do Tuly, které se účastnili i soudruzi z Německa, celkem 24 osob. Při návratu do Moskvy však došlo k nehodě u Serpuchova, kdy při vysoké rychlosti stroj vykolejil a zřítil se ze svahu. Při této nehodě zahynulo všech šest účastníků zpáteční jízdy: John Freeman, Oskar Heilbrich, John William Hewlett, Fjodor Sergejev, Otto Strupat a sám Abakovskij (ve věku 25 let). Všichni byli pohřbeni u Kremelské zdi v Moskvě.
Tento stroj předběhl kolejový zepelín (1929), americký M-497 Black Beetle (1966) a později sovětský turbojet ER-22 (1970); všechny uvedené stroje představují kombinaci železničního vozidla a leteckého motoru.